# 당대표
당대표(黨代表, party leader) 또는 당수(黨首)는 정당의 공식적 대표자인데, 일반적으로 당대표는 대중에 대해 정당을 대표하며 대중과 정당의 관계를 관리한다. 이에 비해 원내대표는 의회 내에서 정당을 대표한다.
경우와 제도에 따라 의원내각제에서는 원내정당의 당대표가 곧 원내대표가 되기도 한다.

## 같이 보기
- 당서기
- 당주석